# Красни Текстилшчик
Красни Текстилшчик (на руски: Красный Текстильщик) е селище от градски тип в Русия, разположено в Саратовски район, Саратовска област.
Населението му през 2010 година е 3368 души.